# Kävlinge (gemeente)
Kävlinge is een Zweedse gemeente in Skåne. De gemeente behoort tot de provincie Skåne län. Ze heeft een totale oppervlakte van 293,7 km² en telde 26.024 inwoners in 2004.

## Plaatsen
| #  | Plaats            | Inwoneraantal |
| -- | ----------------- | ------------- |
| 1  | Kävlinge (plaats) | 8 550         |
| 2  | Löddeköpinge      | 5 582         |
| 3  | Furulund          | 3 888         |
| 4  | Hofterup          | 3 243         |
| 5  | Dösjebro          | 752           |
| 6  | Sandskogen        | 533           |
| 7  | Barsebäck         | 509           |
| 8  | Barsebäckshamn    | 401           |
| 9  | Lilla Harrie      | 321           |
| 10 | Västra Karaby     | 229           |

Ängelholm · Åstorp · Båstad · Bjuv · Bromölla · Burlöv · Eslöv · Hässleholm · Helsingborg · Höganäs · Höör · Hörby · Kävlinge · Klippan · Kristianstad · Landskrona · Lomma · Lund · Malmö · Örkelljunga · Osby · Östra Göinge · Perstorp · Simrishamn · Sjöbo · Skurup · Staffanstorp · Svalöv · Svedala · Tomelilla · Trelleborg · Vellinge · Ystad